# Jacob Storevik
Jacob Storevik (Naustdal, 29 luglio 1996) è un calciatore norvegese, portiere del Vålerenga.

## Carriera

### Club
Storevik è cresciuto nelle giovanili del Rosenborg. All'inizio della stagione 2012 è stato ceduto in prestito al Florø, in 3. divisjon. Rientrato al Rosenborg nell'estate dello stesso anno, si è alternato tra la prima squadra e quella giovanile, con cui ha vinto il Norgesmesterskapet G19 2012.
Non ha disputato alcuna partita con il Rosenborg, limitandosi a delle apparizioni in panchina. Il 21 luglio 2015 è stato ceduto a titolo definitivo al Levanger. Ha esordito in 1. divisjon il 25 ottobre seguente, subentrando al portiere titolare Ola Rygg nella vittoria esterna per 1-2 sul Follo.
In vista della stagione 2017, Storevik ha fatto ritorno al Florø, nel frattempo promosso in 1. divisjon. È tornato a vestire questa maglia in campionato in data 22 ottobre 2017, schierato titolare nel pareggio per 1-1 maturato sul campo della sua ex squadra del Levanger.
Il 15 agosto 2018 si è trasferito al Sandefjord, a cui si è legato con un contratto valido fino al 31 dicembre 2019. La squadra, all'epoca militante in Eliteserien, è retrocessa al termine di quella stessa annata: Storevik non ha disputato alcun incontro con questa maglia, in questa porzione di stagione. Ha debuttato per il Sandefjord in campionato il 21 luglio 2019, schierato titolare nella vittoria casalinga per 1-0 sul Kongsvinger. Da quel momento è stato impiegato come titolare e ha contribuito alla promozione in Eliteserien.
Il 1º gennaio 2020 ha prolungato il contratto che lo legava al Sandefjord, fino al 31 dicembre 2022. Il seguente 16 giugno ha quindi esordito nella massima divisione locale, nella vittoria per 1-2 in casa dell'Odd. È rimasto in squadra fino al termine del contratto.
Il 27 dicembre 2022 è stato infatti annunciato il suo passaggio al Vålerenga: ha firmato un contratto triennale, valido a partire dal 1º gennaio 2023. Il primo incontro in campionato lo ha disputato il 5 agosto, schierato titolare nella vittoria per 1-3 in casa dello Strømsgodset.
Il 22 ottobre 2024 è passato al Viking con la formula del prestito, a causa degli infortuni subiti dagli altri portieri della squadra, Magnus Rugland Ree e Arild Østbø.

### Nazionale
Storevik ha rappresentato la Norvegia a livello Under-15, Under-16, Under-17, Under-18 e Under-19.

## Statistiche

### Presenze e reti nei club
Statistiche aggiornate al 22 ottobre 2024.
| Stagione          | Club              | Campionato        | Campionato | Campionato | Coppe nazionali | Coppe nazionali | Coppe nazionali | Coppe continentali | Coppe continentali | Coppe continentali | Supercoppe | Supercoppe | Supercoppe | Totale | Totale |
| Stagione          | Club              | Comp              | Pres       | Reti       | Comp            | Pres            | Reti            | Comp               | Pres               | Reti               | Comp       | Pres       | Reti       | Pres   | Reti   |
| ----------------- | ----------------- | ----------------- | ---------- | ---------- | --------------- | --------------- | --------------- | ------------------ | ------------------ | ------------------ | ---------- | ---------- | ---------- | ------ | ------ |
| gen.-lug. 2012    | Florø             | 3D                | 4          | -3         | CN              | 0               | 0               | -                  | -                  | -                  | -          | -          | -          | 4      | -3     |
| ago.-dic. 2012    | Rosenborg         | ES                | 0          | 0          | CN              | 0               | 0               | UEL                | 0                  | 0                  | -          | -          | -          | 0      | 0      |
| 2013              | Rosenborg         | ES                | 0          | 0          | CN              | 0               | 0               | UEL                | 0                  | 0                  | -          | -          | -          | 0      | 0      |
| 2014              | Rosenborg         | ES                | 0          | 0          | CN              | 0               | 0               | UEL                | 0                  | 0                  | -          | -          | -          | 0      | 0      |
| gen.-lug. 2015    | Rosenborg         | ES                | 0          | 0          | CN              | 0               | 0               | UEL                | 0                  | 0                  | -          | -          | -          | 0      | 0      |
| Totale Rosenborg  | Totale Rosenborg  | Totale Rosenborg  | 0          | 0          |                 | 0               | 0               |                    | 0                  | 0                  |            | -          | -          | 0      | 0      |
| lug.-dic. 2015    | Levanger          | 1D                | 1          | 0          | CN              | 0               | 0               | -                  | -                  | -                  | -          | -          | -          | 1      | 0      |
| 2016              | Levanger          | 1D                | 1          | 0          | CN              | 1               | -3              | -                  | -                  | -                  | -          | -          | -          | 2      | -3     |
| Totale Levanger   | Totale Levanger   | Totale Levanger   | 2          | 0          |                 | 1               | -3              |                    | -                  | -                  |            | -          | -          | 3      | -3     |
| 2017              | Florø             | 1D                | 2          | -1         | CN              | 2               | -1              | -                  | -                  | -                  | -          | -          | -          | 4      | -2     |
| gen.-ago. 2018    | Florø             | 1D                | 9          | -19        | CN              | 2               | -3              | -                  | -                  | -                  | -          | -          | -          | 11     | -22    |
| Totale Florø      | Totale Florø      | Totale Florø      | 15         | -23        |                 | 4               | -4              |                    | -                  | -                  |            | -          | -          | 19     | -27    |
| ago.-dic. 2018    | Sandefjord        | ES                | 0          | 0          | CN              | -               | -               | -                  | -                  | -                  | -          | -          | -          | 0      | 0      |
| 2019              | Sandefjord        | 1D                | 17         | -14        | CN              | 3               | -2              | -                  | -                  | -                  | -          | -          | -          | 20     | -16    |
| 2020              | Sandefjord        | ES                | 30         | -43        | -               | -               | -               | -                  | -                  | -                  | -          | -          | -          | 30     | -43    |
| 2021              | Sandefjord        | ES                | 30         | -52        | CN              | 0               | 0               | -                  | -                  | -                  | -          | -          | -          | 30     | -52    |
| 2022              | Sandefjord        | ES                | 20+2       | -44+-2     | CN              | 0               | 0               | -                  | -                  | -                  | -          | -          | -          | 22     | -46    |
| Totale Sandefjord | Totale Sandefjord | Totale Sandefjord | 97+2       | -153+-2    |                 | 3               | -2              |                    | -                  | -                  |            | -          | -          | 102    | -157   |
| 2023              | Vålerenga         | ES                | 11+1       | -18+0      | CN              | 6               | -7              | -                  | -                  | -                  | -          | -          | -          | 18     | -25    |
| gen.-ott. 2024    | Vålerenga         | 1D                | 0          | 0          | CN              | 4               | -2              | -                  | -                  | -                  | -          | -          | -          | 4      | -2     |
| ott.-dic. 2024    | Viking            | ES                | 5          | -5         | CN              | -               | -               | -                  | -                  | -                  | -          | -          | -          | 5      | -5     |
| 2025              | Vålerenga         | ES                | 0          | 0          | CN              | 0               | 0               | -                  | -                  | -                  | -          | -          | -          | 0      | 0      |
| Totale Vålerenga  | Totale Vålerenga  | Totale Vålerenga  | 11+1       | -18+0      |                 | 10              | -9              |                    | -                  | -                  |            | -          | -          | 22     | -27    |
| Totale            | Totale            | Totale            | 130+3      | -199+-2    |                 | 22              | -20             |                    | 0                  | 0                  |            | -          | -          | 155    | -221   |

## Palmarès

### Club

#### Competizioni giovanili
- Norgesmesterskapet G19: 1

Rosenborg: 2012